# Channel A
Channel A (en hangul, 채널 A; romanización revisada, Chaeneol A) es un canal de televisión de pago de  Corea del Sur que fue lanzado el 1 de diciembre de 2011 y es propiedad de Dong-A Media Group (DAMG).

## Premios y nominaciones
Los premios que ha recibido el canal Channel A son los siguientes:
| Fecha                         | Programa                                    | Premio | Presentador                                                       |
| ----------------------------- | ------------------------------------------- | --- | ----------------------------------------------------------------- |
| Enero de 2012 – Marzo de 2014 | Channel A                                   | N.° 1 en el índice de satisfacción del espectador (redes generales de televisión por cable)                   | Instituto de Desarrollo de la Sociedad de la Información de Corea |
| 29 de junio de 2012           | Especial documental: Abre tus ojos a África | Mejor programa del mes (abril de 2014)                                                                        | Comisión de Normativa de Comunicaciones de Corea (CNCC)           |
| 25 de julio de 2012           | Ahora de camino a conocerte                 | Premio Contenido Limpio                                                                                       | El movimiento de contenidos limpios                               |
| 6 de septiembre de 2012       | Juntos, llegamos lejos                      | Premio de Prensa Nanum                                                                                        | Fundación Hyundai 1 % Oil Bank                                    |
| 28 de septiembre de 2012      | Ahora en camino a conocerte                 | Premio Broadcast for Unification                                                                              | Asociación de 10 millones de familias separadas                   |
| 6 de noviembre de 2012        | Groenlandia                                 | 13.° premio KIPA a la mejor película                                                                          | Asociación de producción independiente                            |
| 14 de noviembre de 2012       | Ahora en camino a conocerte                 | Honrado por el Ministerio de Unificación                                                                      | Ministerio de Unificación                                         |
| 28 de noviembre de 2012       | Una semana en Chingma                       | Mejor programa del mes (septiembre de 2012)                                                                   | CNCC                                                              |
| 5 de marzo de 2013            | Informe de candidatura sobre Young-Jun Kim  | Premio al mejor reportaje periodístico del mes (enero de 2013)                                                | CNCC                                                              |
| 27 de marzo de 2013           | Éxodo fuera de Corea del Norte              | Mejor programa del mes (enero de 2013)                                                                        | CNCC                                                              |
| 9 de abril de 2013            | Ahora en camino a conocerte                 | Premio de Prensa Cultural Seo Jae-pil                                                                         | Conmemoración de Seo Jae-pil                                      |
| 25 de marzo de 2014           | X-File, La historia de la comida            | Mejor programa del mes                                                                                        | Comisión de Normas de Comunicaciones de Corea                     |
| 13 de abril de 2014           | Éxodo fuera de Corea del Norte              | Premio World-Fest Houston Platinum Remi                                                                       | Festival Internacional de Cine WorldFest-Houston                  |
| 24 de mayo de 2016            | Millonario ordinario                        | Mejor programa del mes                                                                                        | CNCC                                                              |
| 16 de junio de 2016           | ID de estación de Channel A                 | Premio a la Excelencia Global en Marketing y Diseño de Promoción en la División de Diseño y Dirección de Arte | Premios Promax                                                    |